# Peter Madsen (criminale)
Peter Langkjær Madsen (12 gennaio 1971) è un criminale, imprenditore e inventore danese, cofondatore nel 2008 del programma spaziale Copenhagen Suborbitals.

## Biografia

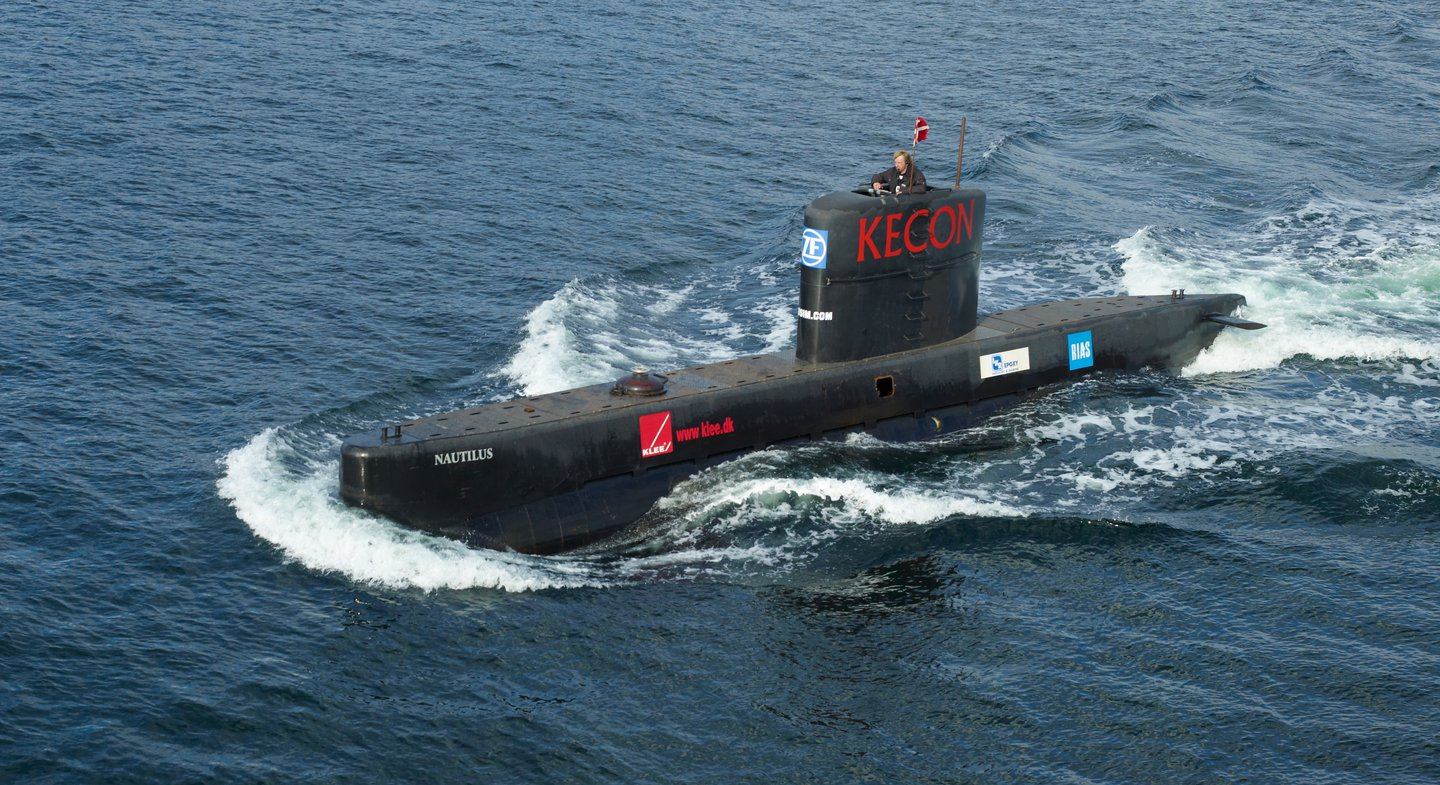
Il sottomarino UC3 Nautilus

Peter Madsen è cresciuto a Høng, una cittadina sulla costa occidentale della Selandia. Il suo primo sottomarino è stato l’UC1 Freya, lungo 7,5 metri e costruito nel 2001-2002. La Kraka UC2, la cui lunghezza è di 12 metri, è stata lanciata nel 2005 ed è ora esposta nel Museo Danese di Tecnologia di Elsinore. L'UC3 Nautilus, di 18 metri, è stato lanciato il 18 maggio 2008 a Copenhagen. All'epoca era il più grande sottomarino privato del mondo.
Il 10 agosto 2017 chiamò la giornalista Kim Wall che gli aveva richiesto un'intervista per invitarla a bordo del suo sottomarino per l'intervista; la sera stessa lei si imbarcò. Il sottomarino affondò e Madsen, dopo esser stato tratto in salvo, venne arrestato e accusato di omicidio colposo e di aver fatto affondare intenzionalmente il sottomarino. Madsen raccontò che Wall era morta dopo esser stata colpita in testa dal portellone del sottomarino ma l'accusa dichiarò che la polizia aveva trovato nel computer di Madsen dei video che mostravano l'uccisione di alcune donne, e che dei testimoni sostenevano di aver visto Madsen guardare dei video di decapitazioni e praticare asfissia erotica. Il 6 ottobre, dei poliziotti trovarono nella Baia di Køge due buste di plastica contenenti parti del corpo della donna. Nel 2018 Madsen venne accusato di omicidio, vilipendio di cadavere e stupro. Processato, venne condannato all'ergastolo il 25 aprile 2018.
Ha poi presentato appello.